# Колишер, Леопольд Гаврилович
Леопольд Гаврилович Колишер (03.04.1920 — ?) — авиаконструктор, лауреат Государственной премии СССР.
Родился 3 апреля 1920 г. в Москве. Член КПСС.
До войны окончил четыре курса Московского института инженерной связи.
После начала войны мобилизован в 770-й отдельный батальон связи, затем служил в полку связи в Мытищах, учил радистов ремонтировать радиостанции.
С мая 1942 г. в действующей армии в составе 239-й стрелковой дивизии, радист полковой радиостанции 668-го артполка. Участвовал в освобождении Ленинграда, Новгорода, Прибалтики, Польши и Чехословакии, техник-лейтенант.
После окончания войны служил в Вене, демобилизован в конце 1945 года. Продолжил учебу и одновременно работал инженером на военном заводе. В 1947 году окончил институт и был направлен в КБ министерства авиационной промышленности.
С 1947 по 1996 в НИИ-17 (МНИИМП): инженер, старший инженер, ведущий инженер, ведущий конструктор. В 1958—1996 зам. главного конструктора нескольких ОКР. Разработчик изделий для вертолётов Ми-24, Ми-26, Ка-32. С 1966 по 1969 год участвовал в разработке допплеровских радиолокаторов «Планета» для обеспечения посадки на Луну. Участвовал в создании ДИСС (доплеровский измеритель скорости и составляющих угла сноса).
Лауреат Государственной премии СССР (1987). Почётный радист (1990).
Награжден орденами Красной Звезды (1944), Отечественной войны (1945), Ленина, Трудового Красного Знамени, «Знак Почёта», медалями «За отвагу» (1943), «За оборону Ленинграда», «За Победу над Германией».
Автор воспоминаний, опубликованных в книге:
- От солдата до генерала: Воспоминания о войне. Том 4. —М.: Изд-во МАИ, 2004. — 416 с.: ил. ISBN 5-7035-1386-3

Умер не ранее 2003 года.